# Kurt Richter (directeur artistique)
Ne doit pas être confondu avec Kurt Richter ou Richter.
Kurt Richter (1885-1960) est un directeur artistique autrichien de l'ère du cinéma muet.
Il a conçu les décors de plus d'une centaine de films au cours de sa carrière, dont un certain nombre réalisé par la principale société allemande UFA où il a fréquemment collaboré avec le réalisateur Ernst Lubitsch.

## Filmographie (sélection)
- 1917 :  Der weiße Schrecken de Harry Piel
- 1917 :  Lulu
- 1918 : The Ballet Girl
- 1918 : The Toboggan Cavalier
- 1918 : Struggling Souls
- 1918 : Carmen d'Ernst Lubitsch
- 1918 : Je ne voudrais pas être un homme d'Ernst Lubitsch
- 1918 : The Rosentopf Case
- 1918 : Die Dame, der Teufel und die Probiermamsell
- 1918 : Keimendes Leben de Georg Jacoby
- 1918 : Meine Frau, die Filmschauspielerin d'Ernst Lubitsch
- 1919 : Das Teehaus zu den zehn Lotosblumen (The Teahouse of the Ten Lotus Flowers)
- 1919 : The Dagger of Malaya
- 1919 : The Merry Husband
- 1919 : La Poupée d'Ernst Lubitsch
- 1919 : A Drive into the Blue
- 1919 : Madame du Barry (Passion) d'Ernst Lubitsch
- 1919 : The Oyster Princess
- 1919 : Der heulende Wolf
- 1919 : Die Pantherbraut
- 1919 : Der Galeerensträfling de Rochus Gliese et Paul Wegener
- 1919 : The Woman at the Crossroads
- 1919 : Countess Doddy
- 1919 : Die Tochter des Mehemed d'Alfred Halm
- 1919 : Der Mann der Tat de Victor Janson
- 1920 : Indian Revenge
- 1920 : Sumurun d'Ernst Lubitsch
- 1920 : Mascotte
- 1920 : Anne Boleyn d'Ernst Lubitsch
- 1920 : Die Dame in Schwarz
- 1920 : The Marquise of Armiani
- 1920 : Rebel Liesel
- 1921 : Love at the Wheel
- 1921 : The Sins of the Mother
- 1921 : Der verlorene Schatten (The Lost Shadow)
- 1921 : Das Opfer der Ellen Larsen (The Sacrifice of Ellen Larsen)
- 1921 : Das Geheimnis der Mumie (The Secret of the Mummy)
- 1921 : Peter Voss, Thief of Millions
- 1921 : Der Stier von Olivera d'Erich Schönfelder
- 1922 : Monna Vanna de Richard Eichberg
- 1922 : Maciste and the Javanese
- 1922 :  The Girl with the Mask
- 1923 :  A Night's Adventure
- 1923 : Tout pour l'or (Alles für Geld) de Reinhold Schünzel
- 1923 :  Count Cohn
- 1924 :  The House by the Sea
- 1924 :  Der falsche Emir (The Fake Emir)
- 1924 :  Das Geschöpf
- 1925 :  The Woman with That Certain Something
- 1925 :  Love and Trumpets
- 1925 :  Die Frau für 24 Stunden de Reinhold Schünzel
- 1925 :  The Love Trap
- 1925 :  Rags and Silk
- 1925 :  Abenteuer im Nachtexpreß
- 1925 :  Die Kleine vom Bummel (The Girl on the Road)
- 1925 :  The Marriage Swindler
- 1926 :  Der schwarze Pierrot (The Black Pierrot)
- 1926 :  Prinzessin Trulala (Princess Trulala)
- 1927 :  Steh' ich in finstrer Mitternacht (I Stand in the Dark Midnight) de Max Mack
- 1927 :  Der Soldat der Marie (Marie's Soldier) d'Erich Schönfelder
- 1927 :  Ein Tag der Rosen im August (A Day of Roses in August)  de Max Mack
- 1927 :  Was ist los im Zirkus Beely? (Circus Beely) de Harry Piel
- 1927 :  Das Erwachen des Weibes (The Awakening of Woman) de Fred Sauer
- 1928 :  Serenissimus und die letzte Jungfrau (Serenissimus and the Last Virgin) de Leo Mittler
- 1928 :  Honeymoon
- 1928 :  The Woman from Till 12
- 1928 :  Er geht rechts - Sie geht links! (He Goes Right, She Goes Left!) de Fred Sauer
- 1928 :  It Attracted Three Fellows
- 1928 :  Polish Economy
- 1928 :  In Werder the Trees are in Bloom
- 1929 :  Dive
- 1929 :  What a Woman Dreams of in Springtime

### Comme chef décorateur
- 1918 : Je ne voudrais pas être un homme (Ich möchte kein Mann sein)
- 1919 : La Princesse aux huîtres (Die Austernprinzessin)